# Петролија (Пенсилванија)
Петролија (енгл. Petrolia) град је у америчкој савезној држави Пенсилванија.

## Демографија
По попису из 2010. године број становника је 212, што је 6 (-2,8%) становника мање него 2000. године.
| Група             | 2000.        | 2010.       |
| Белци             | 218 (100,0%) | 211 (99,5%) |
| Афроамериканци    | 0 (0,0%)     | 0 (0,0%)    |
| Азијати           | 0 (0,0%)     | 0 (0,0%)    |
| Хиспаноамериканци | 0 (0,0%)     | 1 (0,5%)    |
| Укупно            | 218          | 212         |